# Cyrille d'Alexandrie
Pour les articles homonymes, voir Cyrille et Saint Cyrille.
Cyrille d'Alexandrie (grec ancien : Κύριλλος Ἀλεξανδρείας), né vers 375, est évêque d'Alexandrie en 412 et meurt le 27 juin 444. Il participa activement au Concile d'Éphèse (431), défendant le titre de « Mère de Dieu » pour la Vierge-Marie. Saint pour les orthodoxes et les catholiques, il est aussi, depuis la proclamation du pape Léon XIII en 1882, Père et Docteur de l'Église catholique.
Il est aussi un personnage polémique au regard de ses actions à l'encontre des juifs et pour son implication dans la tentative de meurtre d'Oreste puis dans le meurtre d'Hypatie.

## Histoire et tradition
Patriarche d'Alexandrie le 17 octobre 412, neveu et successeur de Théophile, Cyrille s'attache à éradiquer le paganisme, le judaïsme et ce qu'il considère comme des hérésies : il écrit contre les Ariens et les Antiochiens, et fait fermer les synagogues et les églises des novatiens. Il anéantit ainsi la communauté juive et s'en prend de la même manière aux autres communautés chrétiennes qualifiées d'hérétiques. Ces mesures brutales l'opposent à Oreste, préfet d'Égypte (chrétien lui aussi), et sont l'occasion de pogroms et autres scènes sanglantes, au cours desquelles périt en 415 la philosophe Hypatie, victime d'un lynchage par des moines chrétiens, les parabalani.

Vers 440, l'historiographe chrétien Socrate le Scolastique relate comment Cyrille a cautionné le meurtre d'Hypatie : 

« Comme en effet elle commençait à rencontrer assez souvent Oreste, cela déclencha contre elle une calomnie chez le peuple des chrétiens, selon laquelle elle était bien celle qui empêchait des relations amicales entre Oreste et l’évêque. Et donc des hommes excités, à la tête desquels se trouvait un certain Pierre le lecteur, montent un complot contre elle et guettent Hypatie qui rentrait chez elle : la jetant hors de son siège, ils la traînent à l’église qu’on appelait le Césareum, et l’ayant dépouillée de son vêtement, ils la frappèrent à coups de tessons ; l’ayant systématiquement mise en pièces, ils chargèrent ses membres jusqu’en haut du Cinarôn et les anéantirent par le feu. Ce qui ne fut pas sans porter atteinte à l’image de Cyrille d'Alexandrie et de l’Église d’Alexandrie ; car c’était tout à fait gênant, de la part de ceux qui se réclamaient du Christ que des meurtres, des bagarres et autres actes semblables soient cautionnés par le patriarche. »

## Théologie

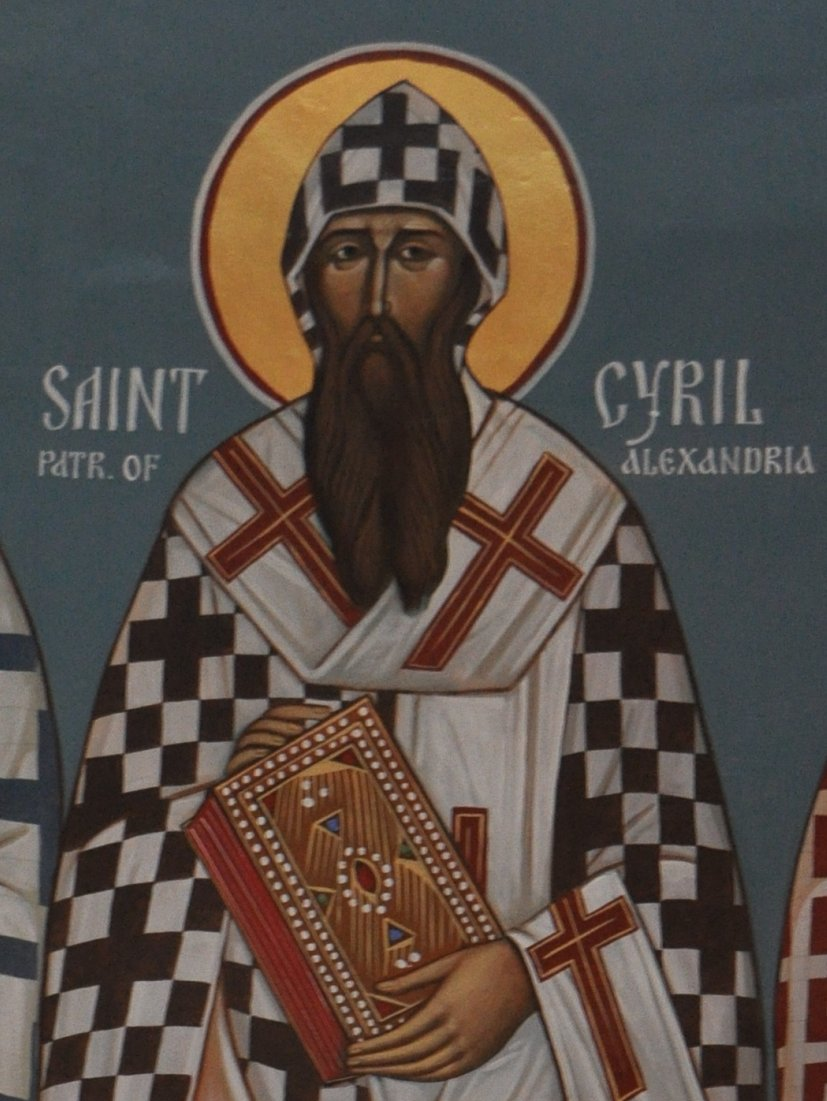
Icône Saint Cyrille d'Alexandrie

Cyrille promut la formule « Une est la nature incarnée de Dieu le Verbe » : « μία φύσις τοῦ θεοῦ λόγου σεσαρκωμένη » (mía phýsis toû theoû lógou sesarkōménē), par laquelle il s'opposait à la dualité des natures défendue par les Antiochiens. Cette formule sera largement utilisée lors de la crise et du schisme miaphysite .
Ses positions christologiques sont résumées dans le Symbole d'union qu'il signe, en 433, deux ans après les affrontements du concile d'Éphèse, avec Jean, le patriarche d'Antioche.

## Sa table pascale de 114 ans
Cyrille essaya d'obtenir les faveurs de l'empereur chrétien dévot Théodose II (AD 408-450) en lui dédiant sa table pascale. Il est aussi important de noter que la table pascale de Cyrille était pourvue d’une structure de base métonique sous la forme d’un cycle lunaire métonique de 19 ans adopté par lui vers l’an 425, qui était très différent du tout premier cycle lunaire métonique de 19 ans inventé vers l’an 260 par Anatolius, mais exactement égal au cycle lunaire similaire qui avait été introduit vers l’an 412 par Anniane d'Alexandrie ; l’équivalent julien de ce cycle lunaire alexandrin adopté par Cyrille et actuellement dénommé le ‘cycle lunaire (alexandrin) classique de 19 ans’ ne réapparaîtrait que beaucoup plus tard: un siècle plus tard à Rome comme la structure de base de la table pascale de Denys le Petit (vers l’an 525) et encore deux siècles plus tard en Angleterre comme la base de la table de Pâques de Bède le Vénérable (vers l’an 725).

## Vénération
Reconnu comme saint par les orthodoxes et les catholiques, il est fêté respectivement les 9 juin et 18 janvier par les orthodoxes, et le 27 juin par les catholiques. Il a été proclamé docteur de l'Église en 1882 par le pape Léon XIII.
Dans une audience du 3 octobre 2007, Benoît XVI lui rend hommage pour son importante contribution au culte marial.

## Œuvre
Il a écrit contre Manès (Mani), Plotin, Apollinaire ; il est l’auteur d’un traité Contre Julien l’Apostat, dans lequel il commente la métaphysique des Ennéades de Plotin. On connaît surtout son traité intitulé Le Trésor, contre les ariens. Il a laissé en outre 60 Lettres et des Commentaires sur saint Jean, publiés en syriaque par P. Smith à Oxford, 1860.
Ses Œuvres ont notamment été éditées par Jean Aubert (abbé), Paris, 1638, 7 volumes in-folio, grec-latin, réimprimés en 1859 dans la Patrologie de l'abbé Jacques Paul Migne. Ses Homélies ont été traduites en français par Morelle, 1604.

## Écrits
Cyrille, évêque d'Alexandrie et docteur de l'Église, participa activement au Concile d'Éphèse (431), qui donna à Marie le titre de « Mère de Dieu ». Il fut un exégète prolifique en même temps qu'un défenseur ardent de la foi au Christ.
Méfiez-vous des faux prophètes
Cyrille répond ici à certaines théories émises par l'empereur Julien, dit « l'Apostat », quelques décennies plus tôt.

« Ce qui m'étonne, c'est que Julien prenne la couleur de la peau comme preuve qu'il faut considérer que les nations ont « un substrat de nature différente ».
S'il croit en cela penser ou dire quelque vérité, il se trompe sans s'en rendre compte : il faudrait dans ce cas, me semble-t-il, que ceux qui ont une couleur de peau déterminée soient tous du même avis et s'accordent dans leurs pensées ; et si quelqu'un a la peau blanche et qu'il est bon, qu'aucun de ceux qui ne sont pas blancs ne soit bon ! Pareillement si quelqu'un est basané ou noir et qu'il est bon, qu'aucun de ceux qui ont un corps blanc ne le soit !
N'y a-t-il pas là déjà de quoi rire ? »

— Cyrille d'Alexandrie. Contre Julien IV, 42. trad. J. Bouffarigue, M.-O. Boulnois, P. Castan, Cerf, Coll. « Sources Chrétiennes » 582, 2016, p. 429.
Commentaire selon Jean (Jn 14, 1-6)
Le chemin vers le ciel

« Dans la maison de mon Père, il y a de nombreuses demeures ; sinon vous aurais-je dit : « Je pars vous préparer une place » ? Si les demeures auprès du Père n'avaient pas été nombreuses, le Seigneur aurait dit qu'il partait en avant-coureur, manifestement afin de préparer les demeures des saints. Mais il savait que beaucoup étaient déjà prêtes et attendaient l'arrivée des amis de Dieu. Il donne donc un autre motif à son départ ; préparer la route à notre Ascension vers ces places du ciel en frayant un passage, alors qu'auparavant, cette route était impraticable pour nous. Car le ciel était absolument fermé aux hommes, et jamais aucun être de chair n'avait pénétré dans ce très saint et très pur domaine des anges.
C'est le Christ qui inaugura pour nous ce chemin vers les hauteurs. En s'offrant lui-même à Dieu le Père comme les prémices de ceux qui dorment dans les tombeaux de la terre, il permit à la chair de monter au ciel, et il fut lui-même le premier homme apparu à ses habitants. les anges ne connaissaient pas le mystère auguste et grandiose d'une intronisation céleste de la chair. Ils voyaient avec étonnement et admiration cette ascension du Christ. Presque troublés à ce spectacle inconnu, ils s'écriaient : « Quel est celui-là qui arrive d'Édom ? » (cf. Is 63, 1), c'est-à-dire de la terre ? »

— Cyrille d'Alexandrie. Commentaire sur Jean, IX, PG 74, 182-183, Les Pères de l’Église commentent l'Évangile, trad. dir. H. Delhougne, Turnhout, Brepols, 1991, no 166.

### Œuvres
- Clavis Patrum Græcorum 5200-5438.
- Lettres festales (Epistulae Homiliae paschales, 414-424), trad. L. Arragon et al., Cerf, coll. "Sources chrétiennes", 1991-1998, 3 vol.
- Lettres Festales. Lettres 1 à 6, Edition bilingue français-grec, Cerf, 1991.  (ISBN 978-2204042741)
- Christ est un (Quod unus sit Christus, v. 435-444), trad;, Cerf, coll. "Sources chrétiennes", 1964.
- Contre Julien (v. 412-444), trad. P. Burguière et P. Evieux, Cerf, coll. "Sources chrétiennes", 1985-2016, 2 vol.  (ISBN 978-2204024662)
- Dialogues sur la Trinité (v. 424-428), trad. Georges Matthieu de Durand, Cerf, coll. "Sources chrétiennes", 1976-1978, 3 vol.
- Deux dialogues christologiques, trad. Georges Matthieu de Durand, Cerf, coll. "Sources chrétiennes", 1964.  (ISBN 978-2204034395)
- Les catéchèses baptismales, trad., Editions Migne, coll. "Pères dans la foi".
- Le Christ de Cyrille d'Alexandrie: L'humanité, le salut et la question monophysite, Editions Beauchesne, Coll. Théologie historique, 1997.  (ISBN 978-2701013541)

### Études
- Hans von Campenhausen, Les Pères grecs (Griechische Kirchenväter), Paris, Éd. de l'Orante, 1963, p. 209-223.
- Marie-Odile Boulnois, Le paradoxe trinitaire chez Cyrille d'Alexandrie. Herméneutique, analyses philosophiques, argumentation théologique, Études Augustiniennes, Paris, 1994.
- François Nau, Saint Cyrille et Nestorius. Contribution à l'histoire des origines des schismes monophysite et nestorien, in Revue de l'Orient chrétien, 1910, p. 365-391; 1911, p. 1-54.
- Luciano Canfora, Une profession dangereuse, les penseurs grecs dans la Cité, trad. fr. Paris, Desjonquères, 2001.
- (en) Eirini Artemi, « The mystery of the incarnation into dialogues “de incarnatione Unigenitii” and “Quod unus sit Christus” of St. Cyril of Alexandria », Ecclesiastic Faros of Alexandria, ΟΕ (2004), 145-277.
- (en) Eirini Artemi, « St Cyril of Alexandria and his relations with the ruler Orestes and the philosopher Hypatia », Ecclesiastic Faros of Alexandria, τ. ΟΗ (2007), 7-15.
- (en) Eirini Artemi, « The one entity of the Word Incarnate. α). Apollinarius' explanation, β)Cyril's explanation », Ecclesiastic Faros of Alexandria, τ. ΟΔ (2003), 293–304.
- (en) Eirini Artemi, The historical inaccurancies of the film Agora about the murder of Hypatia, Orthodox Press, τεύχ. 1819 (2010), 7.
- (en) Eirini Artemi, The use of the ancient Greek texts in Cyril's works, Poreia martyrias, 2010, 114-125.
- Alden A. Mosshammer (2008) The Easter Computus and the Origins of the Christian Era: Oxford  (ISBN 9780199543120)
- S. Ronchey, Ipazia. La vera storia, Milano, Rizzoli, 2010
- Jan Zuidhoek (2019) Reconstructing Metonic 19-year Lunar Cycles (on the basis of NASA’s Six Millenium Catalog of Phases of the Moon): Zwolle  (ISBN 9789090324678)